# چارنگژ
چارنگژ (به لهستانی:  Czarniż) یک روستا در لهستان است که در گمینا بروسه واقع شده‌است. چارنگژ ۲۰۴ نفر جمعیت دارد.